# 정체성과 민주주의

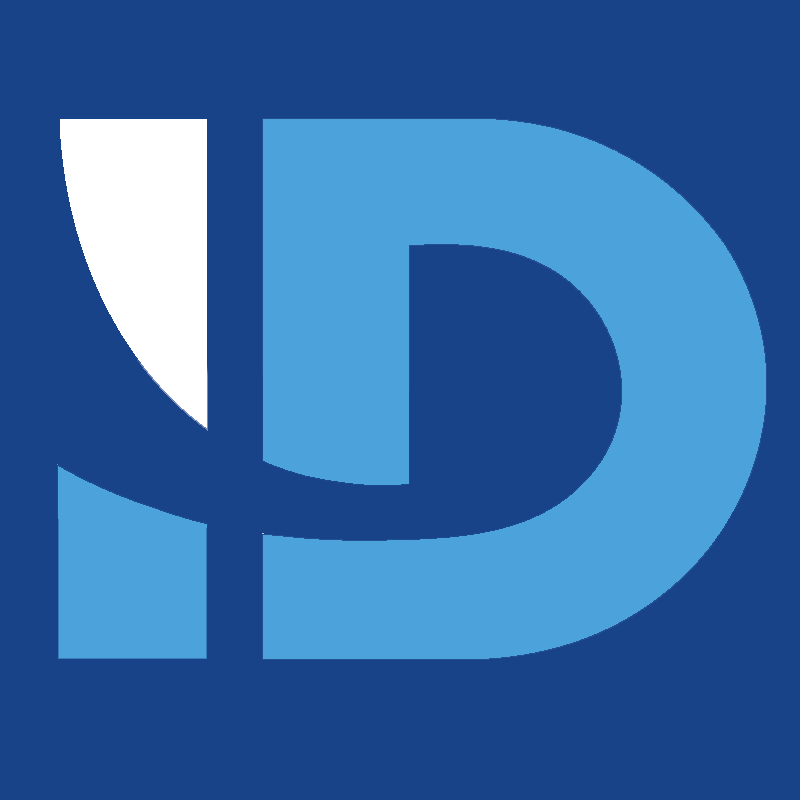

정체성과 민주주의(Identity and Democracy, ID)은 유럽 의회의 정치 그룹 가운데 하나로 우익 ~ 극우 성향을 띤다. 유럽 범위의 정당인 정체성과 민주주의당에 참가하는 각국의 정당 소속 유럽 의회 의원 및 몇몇 무소속 의원으로 형성되어 있다.